# 雷顒
雷顒（1457年—？），字敬之，四川瀘州人，民籍，治《書經》，明朝政治人物。

## 生平
四川鄉試第二十三名舉人。弘治六年（1493年）中式癸丑科會試第二百二十名，三甲第四十一名進士。

## 家族
曾祖雷仲德；祖父雷震；父雷克良，前母秦氏；母高氏。具庆下。